# Haidenaab (Speichersdorf)
Haidenaab ist ein Gemeindeteil der Gemeinde Speichersdorf im Landkreis Bayreuth (Oberfranken, Bayern). Die Gemarkung Haidenaab hat eine Fläche von 9,673 km². Sie ist in 1028 Flurstücke aufgeteilt, die eine durchschnittliche Fläche von 9409,23 m² haben. In ihr liegen neben dem namensgebenden Ort die Gemeindeteile Beerhof, Göppmannsbühl am Bach, Göppmannsbühl am Berg, Lettenhof und Tauritzmühle.

## Lage
Das Kirchdorf liegt an der Haidenaab, einem westlichen Quellfluss der Naab. Die Bahnstrecke Nürnberg–Cheb trennt es vom direkt angrenzenden Nachbarort Göppmannsbühl am Berg. Nordöstlich des Ortes erstreckt sich das 75,44 ha große Naturschutzgebiet Haidenaabtal und Gabellohe. Eine Gemeindeverbindungsstraße führt zur Kreisstraße BT 18 (0,5 km südlich) bzw. nach Beerhof (1,7 km östlich).

## Geschichte
Der Ort wurde im Herzoglichen Urbar von 1285 als „Heydnab“ erstmals urkundlich erwähnt. Lehensherren waren das Kurfürstentum Bayern und die Landgrafschaft Leuchtenberg. 1792 umfasste das Herzogliche Lehen, das vom pfalz-neuburgischen Kastenamt Kemnath (3. Viertel: Oberndorfer Gezirk) verwaltet wurde, sechs Anwesen (2 je 1⁄1 Hoffuß, 3 je 1⁄2, 1 zu 1⁄3). Das Leuchtenbergische Lehen umfasste sechs Anwesen (2 je 1⁄7, 1 zu 1⁄16, 3 je 1⁄32) und das Schloss. Daneben war das Rittergut Reislas mit vier Anwesen begütert.(1 zu 1⁄2, 3 je 1⁄3).
Mit dem Gemeindeedikt wurde 1808 der Steuerdistrikt Haidenaab gebildet. Zu diesem gehörten Beerhof, Göppmannsbühl am Bach, Göppmannsbühl am Berg, Lettenhof, Roslas und Tauritzmühle. Zur Ruralgemeinde Haidenaab gehörten Beerhof, Göppmannsbühl am Bach, Lettenhof und Roslas. Sie unterstand in Verwaltung und Gerichtsbarkeit dem Landgericht Kemnath. 1946 wurde Roslas nach Mockersdorf umgemeindet, zugleich wurde Göppmannsbühl am Berg mit Tauritzmühle eingegliedert. Im Zuge der Gebietsreform in Bayern wurde die Gemeinde am 1. Januar 1972 nach Speichersdorf eingemeindet.

## Baudenkmäler
In Haidenaab gibt es zwei Baudenkmale:
- Die Filialkirche St. Ursula in Haidenaab ist ein Walmdachbau mit Lisenengliederung und südlichem Chorflankenturm. Sie wurde 1734 von Georg Diller erbaut. Der Turm mit Spitzhelm stammt aus dem Jahr 1790.[15]
- Das ehemalige Schloss (Haidenaab 15) ist ein zweigeschossiger Walmdachbau mit Lisenengliederung und Figurennische. Es wurde um 1700 errichtet.[15]